# NGC 2489
NGC 2489 је расејано звездано јато у сазвежђу Крма које се налази на NGC листи објеката дубоког неба.
Деклинација објекта је - 30° 3' 51" а ректасцензија 7h 56m 15,9s. Привидна величина (магнитуда) објекта NGC 2489 износи 7,9. NGC 2489 је још познат и под ознакама OCL 690, ESO 430-SC3.